# Skaha Bluffs
Koordinaten: 49° 26′ N, 119° 34′ W

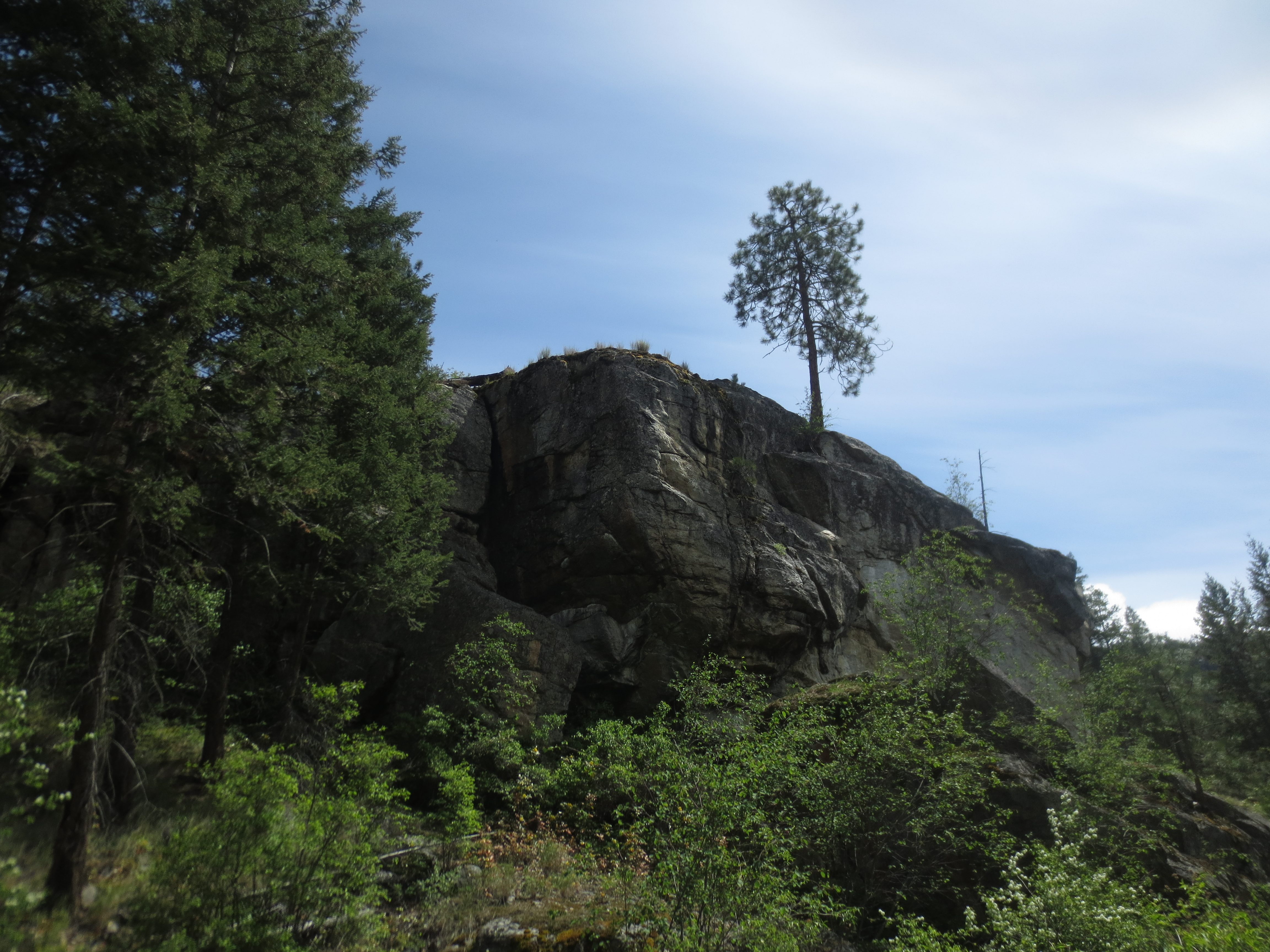
Kiefer auf einem Aufschluss an den Skaha Bluffs

Die Skaha Bluffs sind ein Felskletter-Gebiet südlich von Penticton in der kanadischen Provinz British Columbia an einer Felswand über dem Skaha Lake. Das Klettern wird in drei parallelen Canyons ausgeübt. Zu den erwähnenswerten Kletterwänden gehören Fortress, Red Tail, Doctors wall, The Great White Wall und The Grand Canyon. Das Gebiet ist vorwiegend ein Sportkletter-Gebiet, obwohl es auch Möglichkeiten für traditionelles Klettern gibt. Die Felsen im Gebiet bestehen vorwiegend aus grobkörnigem Gneis und sind im Allgemeinen weniger als 30 m hoch. Die Skaha Bluffs sind ein Klettergebiet mit mildem Klima, leichtem Zugang und einer ganzen Reihe von Felskletter-Routen. Der Zugang ist von der Lakeside Road zur Smythe Road den Gillies Creek aufwärts möglich.
Der ständige Zugang zu den Skaha Bluffs im South Okanagan von British Columbia wurde gesichert. Die örtliche Gemeinschaft der Kletterer hat jahrelang daran gearbeitet, den öffentlichen Zugang zu den Bluffs (dt. „Klippen“) abzusichern. Die Mountain Equipment Co-op (MEC) und The Land Conservancy (TLC) vereinigten 2006 ihre Bemühungen. Mit finanzieller Unterstützung der Provinz, des Nature Conservancy of Canada, der Climber's Access Society und anderer Partner schloss die TLC einen Vertrag über 5,2 Mio. CAD am 16. Januar 2008 ab.
Alles in allem spendeten 740 MEC-Mitglieder mehr als 140.000 CAD für die Kampagne. Die MEC rundete die ersten Spenden auf 100.000 CAD auf und schossen außerdem 250.000 CAD zu – so dass für den Landerwerb insgesamt 350.000 CAD zur Verfügung standen.
Der ortsansässige Kletterer und Autor von Kletterführern, Howie Richardson, sagte: 

„This is truly a landmark deal, the culmination of 20 years of effort that came to fruition because of the shared vision and generosity of many individuals and organizations. Climbers and conservationists will be elated that they and their children are now assured of enjoying this jewel of the Okanagan in the future.
Dies ist wirklich ein Abkommen über eine Sehenswürdigkeit, der Gipfel von 20 Jahren an Bemühungen, die Früchte trugen, weil die Visionen und die Spendenbereitschaft vieler einzelner und vieler Organisationen geteilt wurden. Kletterer und Naturschützer werden ermutigt, indem ihnen und ihren Kindern zugesichert wurde, dieses Juwel des Okanagan auch in Zukunft erleben zu können.“